# Mastotermes
Mastotermes (лат.) — род термитов из семейства Mastotermitidae. Включает один современный реликтовый вид из Австралии и несколько ископаемых форм.

## Описание
Сравнительно крупные примитивные термиты (1—2 см, самки и самцы до 3 см). Размах крыльев половых особей до 5 см. Лапки 5-члениковые, голени с шипами. Яйца как и тараканы откладывают оотекаподобными пакетами.

## Классификация
Известен один современный вид из Австралии (термит дарвинов) и более десятка ископаемых форм.
- Mastotermes darwiniensis Froggatt, 1897 — Термит дарвинов (Австралия)[5]

### Палеонтология
Ископаемые представители известны из многих регионов мира: миоцен Хорватии, Доминиканской Республики и Эфиопии; олигоцен Англии, Мексики, Польши, Франции; эоцен Англии, Германии, Франции; меловой период Мьянмы, России и Франции.
- †Mastotermes aethiopicus Engel, Currano et Jacobs, 2015 (миоцен, Эфиопия)
- †Mastotermes anglicus Rosen, 1913 (олигоцен, Англия)
- †Mastotermes bournemouthensis Rosen, 1913 (эоцен, Англия)
- †Mastotermes croaticus Rosen, 1913 (миоцен, Хорватия)
- †Mastotermes electrodominicus Krishna & Grimaldi, 1991 (миоцен, Доминиканская Республика)[6]
- †Mastotermes electromexicus Krishna & Emerson, 1983 (олигоцен, Мексика)[7]
- †Mastotermes gallica Nel, 1986 (олигоцен, Франция)
- †Mastotermes haidingeri (Heer, 1849) (миоцен, Хорватия)
- †Mastotermes heerii (Göppert, 1855) (олигоцен, Польша)
- †Mastotermes krishnorum Wappler & Engel, 2006 (эоцен, Германия)
- †Mastotermes minor Pongrácz, 1928 (миоцен, Германия)
- †Mastotermes minutus Nel & Bourguet, 2006 (эоцен, Франция)
- †Mastotermes monostichus Zhao et al., 2019 (меловой период, Мьянма)
- †Mastotermes nepropadyom Vršanský et Aristov, 2014 (меловой период, Россия)
- †Mastotermes picardi Nel & Paicheler, 1993 (олигоцен, Франция)
- †Mastotermes reticulatus  Jiang, Z. Zhao & Ren, 2024 (меловой период, Мьянма)
- †Mastotermes sarthensis Schlüter, 1989 (меловой период, Франция)
- †Mastotermes stuttgartensis Armbruster, 1941 (миоцен, Германия)